# 第65回ダヴィッド・ディ・ドナテッロ賞
第65回ダヴィッド・ディ・ドナテッロ賞（だい65かいダヴィッド・ディ・ドナテッロしょう）の授賞式は、2020年5月8日にローマで行われた。当初は2020年4月3日に予定されていたが、新型コロナウイルス感染症の蔓延に伴い、約1ヶ月の延期となった。
ノミネートは2020年2月18日に発表された。『シチリアーノ 裏切りの美学』が最多18件のノミネートを獲得し、最多6部門で受賞する結果となった。

## 受賞とノミネート一覧
太字が受賞者。

### 作品賞
- シチリアーノ 裏切りの美学 Il traditore（監督：マルコ・ベロッキオ）
- ザ・グレイテスト・キング Il primo re（監督：マッテオ・ロヴェーレ）
- La paranza dei bambini（監督：クラウディオ・ジョヴァンネージ）
- マーティン・エデン Martin Eden（監督：ピエトロ・マルチェッロ）
- ほんとうのピノッキオ Pinocchio（監督：マッテオ・ガローネ）

### 監督賞
- マルコ・ベロッキオ（『シチリアーノ 裏切りの美学』）
- マッテオ・ガローネ（『ほんとうのピノッキオ』）
- クラウディオ・ジョヴァンネージ（『La paranza dei bambini』）
- ピエトロ・マルチェッロ（『マーティン・エデン』）
- マッテオ・ロヴェーレ（『ザ・グレイテスト・キング』）

### 新人監督賞
- パイム・ブイヤン（『Bangla』）
- イゴール（『ヒットマン：レジェンド 憎しみの銃弾』）
- レオナルド・ダゴスティーニ（『Il campione』）
- マルコ・ダモーレ（『L'immortale』）
- カルロ・シローニ（『ソーレ－太陽－』[2]）

### オリジナル脚本賞
- マルコ・ベロッキオ、ルドヴィーカ・ランポルディ、ヴァリア・サンテッラ、フランチェスコ・ピッコロ（『シチリアーノ 裏切りの美学』）
- パイム・ブイヤン、ヴァネッサ・ピッカレッリ（『Bangla』）
- フィリッポ・グラヴィーノ、フランチェスカ・マニエーリ、マッテオ・ロヴェーレ（『ザ・グレイテスト・キング』）
- ジャンニ・ロモーリ、シルヴィア・ランファーニ、フェルザン・オズペテク（『幸運の女神』[3]）
- ヴァレリオ・ミエーリ（『憶えてる？』[4]）

### 脚色賞
- マウリツィオ・ブラウッチ、ピエトロ・マルチェッロ（『マーティン・エデン』）
- マリオ・マルトーネ、イッポリタ・ディ・マヨ（『Il sindaco del Rione Sanità』）
- トーマス・ビデガン、ジャン=リュック・フロメンタル、ロレンツォ・マトッティ（『シチリアを征服したクマ王国の物語』）
- クラウディオ・ジョヴァンネージ、ロベルト・サヴィアーノ、マウリツィオ・ブラウッチ（『La paranza dei bambini』）
- マッテオ・ガローネ、マッシモ・チェッケリーニ（『ほんとうのピノッキオ』）

### プロデューサー賞
- Groenlandia、Gapbusters、Rai Cinema、Roman Citizen（『ザ・グレイテスト・キング』）
- ドメニコ・プロカッチ、アンナ・マリア・モレッリ（ TIMvision ）（『Bangla』）
- IBC Movie、Kavac Film、Rai Cinema（『シチリアーノ　裏切りの美学』）
- ピエトロ・マルチェッロ、ベッペ・カスケット、トマ・オルドノー、ミヒャエル・ヴェバー、ヴィオラ・フューゲン、Rai Cinema（『マーティン・エデン』）
- Archimede、Rai Cinema、Le Pacte（『ほんとうのピノッキオ』）

### 主演女優賞
- ジャスミン・トリンカ（『幸運の女神』）
- ヴァレリア・ブルーニ・テデスキ（『I villeggianti』）
- イザベッラ・ラゴネーゼ（『弟は僕のヒーロー』）
- リンダ・カリーディ（『憶えてる？』）
- ルネッタ・サヴィーノ（『Rosa』）
- ヴァレリア・ゴリーノ（『オール・マイ・クレイジー・ラブ』[3]）

### 主演男優賞
- ピエルフランチェスコ・ファヴィーノ（『シチリアーノ 裏切りの美学』）
- トニ・セルヴィッロ（『ヒットマン：レジェンド 憎しみの銃弾』）
- アレッサンドロ・ボルギ（『ザ・グレイテスト・キング』）
- フランチェスコ・ディ・レーヴァ（『Il sindaco del Rione Sanità』）
- ルカ・マリネッリ（『マーティン・エデン』）

### 助演女優賞
- ヴァレリア・ゴリーノ（『ヒットマン：レジェンド 憎しみの銃弾』）
- アンナ・フェルゼッティ（『Domani è un altro giorno』）
- タニア・ガッリッバ（『ザ・グレイテスト・キング』）
- マリア・アマート（『シチリアーノ 裏切りの美学』）
- アリダ・バルダーリ・カラブリア（『ほんとうのピノッキオ』）

### 助演男優賞
- ルイジ・ロ・カーショ（『シチリアーノ　裏切りの美学』）
- カルロ・ブッチロッソ（『ヒットマン：レジェンド　憎しみの銃弾』）
- ステファノ・アコルシ（『Il campione』）
- ファブリツィオ・フェッラカーネ（『シチリアーノ　裏切りの美学』）
- ロベルト・ベニーニ（『ほんとうのピノッキオ』）

### 撮影賞
- ダニエーレ・チプリ（『ザ・グレイテスト・キング』）
- ヴラダン・ラドヴィッチ（『シチリアーノ 裏切りの美学』）
- フランチェスコ・ディ・ジャコモ（『マーティン・エデン』）
- ニコライ・ブリュエル（『ほんとうのピノッキオ』）
- ダリア・ダントニオ（『憶えてる？』）

### 作曲賞
- Orchestra di piazza Vittorio（『Il flauto magico di piazza Vittorio』）
- アンドレア・ファッリ（『ザ・グレイテスト・キング』）
- ニコラ・ピオヴァーニ（『シチリアーノ 裏切りの美学』）
- ダリオ・マリアネッリ（『ほんとうのピノッキオ』）
- トム・ヨーク（『サスペリア』）

### オリジナル歌曲賞
- Che vita meravigliosa（作詞・作曲・歌：Diodato）（『幸運の女神』）
- Festa（作曲：Aiello、作詞：Shoshi Md Ziaul、Aiello、歌：Moonstar Studio）（『Bangla』）
- Rione Sanità （作詞・作曲・歌：Ralph P）) （『Il sindaco del Rione Sanità』）
- Un errore di distrazione(作詞・作曲・歌：Brunori Sas）（『L'ospite』）
- Suspirium （作詞・作曲・歌：トム・ヨーク）（『サスペリア』）

### 美術賞
- ディミトリ・カプアーニ（『ほんとうのピノッキオ』）
- ネッロ・ジョルジェッティ（『ヒットマン：レジェンド 憎しみの銃弾』）
- トニーノ・ゼーラ（『ザ・グレイテスト・キング』）
- アンドレア・カストリーナ（『シチリアーノ 裏切りの美学』）
- インバル・ワインバーグ（『サスペリア』）

### 衣装デザイン賞
- マッシモ・カンティーニ・パッリーニ（『ほんとうのピノッキオ』）
- ニコレッタ・タランタ（『ヒットマン：レジェンド 憎しみの銃弾』）
- ヴァレンティナ・タヴィアーニ（『ザ・グレイテスト・キング』）
- ダリア・カルヴェッリ（『シチリアーノ 裏切りの美学』）
- アンドレア・カヴァレット（『マーティン・エデン』）

### メイクアップ賞
- ダリア・コッリ、マーク・クーリエ（『ほんとうのピノッキオ』）
- アンドレイナ・ベカーリ（『ヒットマン：レジェンド 憎しみの銃弾』）
- ロベルト・パストーレ、アンドレア・レアンツァ、ヴァレンティナ・ヴィシンティン、ロレンツォ・タンブリーニ（『ザ・グレイテスト・キング』）
- ダリア・コッリ、ロレンツォ・タンブリーニ（『シチリアーノ 裏切りの美学』）
- フェルナンダ・ペレス（『サスペリア』）

### ヘアスタイリスト賞
- フランチェスコ・ペゴレッティ（『ほんとうのピノッキオ』）
- マルツィア・コロンバ（『ザ・グレイテスト・キング』）
- アルバータ・ジュリアーニ（『シチリアーノ 裏切りの美学』）
- ダニエラ・タルタリ（『マーティン・エデン』）
- マノロ・ガルシア（『サスペリア』）

### 編集賞
- フランチェスカ・カルヴッェリ（『シチリアーノ 裏切りの美学』）
- ジャンニ・ヴェッツォージ（『ザ・グレイテスト・キング』）
- ヤコポ・クアドリ（『Il sindaco del Rione Sanità』）
- アリーヌ・エルヴェ、ファブリツィオ・フェデリーコ（『マーティン・エデン』）
- マルコ・スポレティーニ（『ほんとうのピノッキオ』）

### 音響賞
- ザ・グレイテスト・キング Il primo re
- ヒットマン：レジェンド 憎しみの銃弾 5 è il numero perfetto
- シチリアーノ 裏切りの美学 Il traditore
- マーティン・エデン Martin Eden
- ほんとうのピノッキオ Pinocchio

### 特殊視覚効果賞
- ロドルフォ・ミリアーリ、テオ・デメリス（『ほんとうのピノッキオ』）
- ジュゼッペ・スクイッラーチ（『ヒットマン：レジェンド 憎しみの銃弾』）
- フランチェスコ・グリージ、ガイア・ブッソラーティ（『ザ・グレイテスト・キング』）
- ロドルフォ・ミリアーリ（『シチリアーノ 裏切りの美学』）
- ルカ・サヴィオッティ（『サスペリア』）

### 長編ドキュメンタリー賞
- Selfie（監督：アゴスティーノ・フェレンテ）
- Citizen Rosi（監督：ディディ・ニョッキ、カロリーナ・ロージ）
- Fellini fine mai（監督：エウジェニオ・カプッチオ）
- La mafia non è più quella di una volta（監督：フランコ・マレスコ）
- Se c'è un aldilà sono fottuto - Vita e cinema di Claudio Caligari（監督：シモーネ・イソラ、ファウスト・トロンベッタ）

### 外国映画賞
- パラサイト 半地下の家族（監督：ポン・ジュノ）
- ワンス・アポン・ア・タイム・イン・ハリウッド（監督：クエンティン・タランティーノ）
- グリーンブック（監督：ピーター・ファレリー）
- ジョーカー（監督：トッド・フィリップス）
- オフィサー・アンド・スパイ（監督：ロマン・ポランスキー）

### 短編映画賞
- Inverno（監督：ジュリオ・マストロマウロ）
- Baradar（監督：ベッペ・トゥファルロ）
- Il nostro tempo（監督：ヴェロニカ・スペディカーティ）
- Mia sorella（監督：サヴェリオ・カッピエッロ）
- Unfolded（監督：クリスティーナ・ピッキ）

### ヤング・ダヴィッド賞
- 弟は僕のヒーロー Mio fratello rincorre i dinosauri（監督：ステファノ・チパーニ）
- シチリアーノ 裏切りの美学 Il traditore（監督：マルコ・ベロッキオ）
- L'uomo del labirinto（監督：ドナート・カッリージ）
- 幸運の女神 La dea fortuna（監督：フェルザン・オズペテク）
- マーティン・エデン Martin Eden（監督：ピエトロ・マルチェッロ）

### 観客賞
- Il primo Natale（監督：フィカッラ＆ピコーネ）

### ダヴィッド特別賞
- フランカ・ヴァレーリ